# Championnat de Belgique de Grand Tourisme

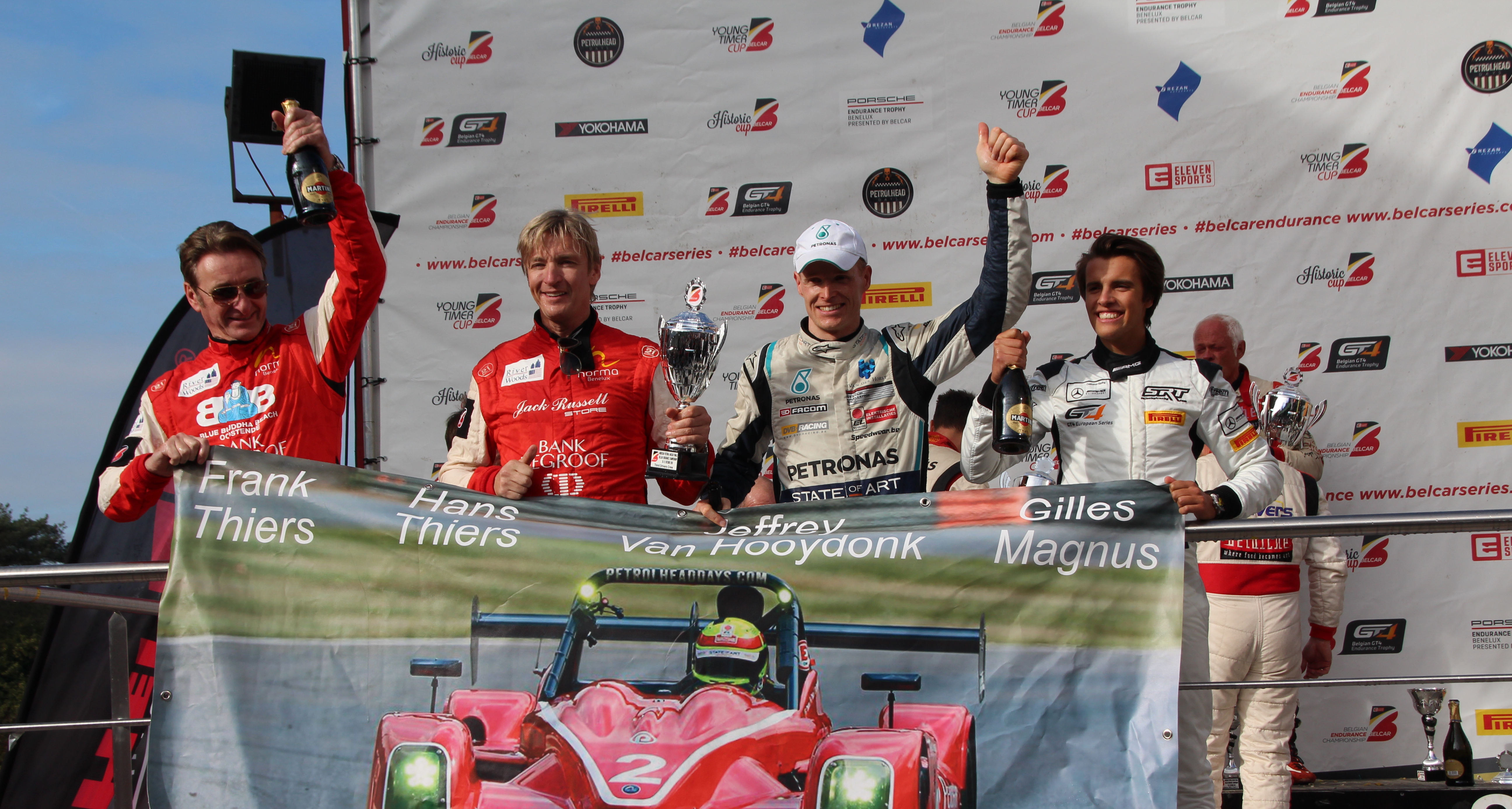
Frank Thiers, Hans Thiers, Jeffrey Van Hooydonk et Gilles Magnus Norma en 2018.

Le Belgian Racing Car Championship (anciennement Belcar Endurance Championship, Belgian GT Championship ou Belcar) est un championnat belge de voitures de Grand Tourisme contrôlé par le Royal Automobile Club of Belgium (RACB) et organisé à partir de 2012 par Kronos Event. Il a été créé en 1990 et se dispute sur les circuits de Zolder et de Spa-Francorchamps.
Le point d'orgue était les 24 Heures de Zolder mais cette course s'est détachée du championnat en 2012.

## Histoire
Initié sous le nom de Belgian Grand Touring Championship en 1990, le championnat a changé plusieurs fois de format et de nom en fonction des organisateurs. En 2012, l'écurie Kronos Racing prend en charge le championnat pour éviter sa disparition.

## Palmarès

### 1990-1997 Belgian Grand Touring Championship
| Année | Pilote(s)                                      | Voiture           |
| ----- | ---------------------------------------------- | ----------------- |
| 1990  | Etienne Dumortier Baudoin de Rosee             | Volvo 240 Turbo   |
| 1991  | Erik Bruynoghe Guy Verheyen                    | Peugeot 309 Turbo |
| 1992  | Daniel Hubert Patrick Hubert                   | BMW 335i          |
| 1993  | Didier Wuydts Peter Eliano Jean-Pierre Mondron | Honda Civic       |
| 1994  | Albert Vanierschot Paul Kumpen Georges Cremer  | Porsche 993       |
| 1995  | Albert Vanierschot Paul Kumpen Georges Cremer  | Porsche 993       |
| 1996  | Daniel Hubert Patrick Hubert Marc Duez         | BMW M3            |
| 1997  | Fons Taels Vincent Dupont Georges Cremer       | Porsche 993       |

### 1998-2002 Belcar GT Championship
| Saison | Catégories                           | Catégories                           | Catégories                     | Catégories                       | Catégories                           | Catégories                                |
|        | Général                              | Général                              | GT                             | GT                               | T                                    | T                                         |
| ------ | ------------------------------------ | ------------------------------------ | ------------------------------ | -------------------------------- | ------------------------------------ | ----------------------------------------- |
| 1998   | Jean-François Hemroulle Tim Verbergt | Van de Venne Geer Porsche 993        | Patrick Huisman Duncan Huisman | Van de Venne Geer Porsche 993    | Jean-François Hemroulle Tim Verbergt | Volkswagen-Audi Club Audi A4 Quattro      |
| 1999   | Jean-François Hemroulle Tim Verbergt | Volkswagen-Audi Club Audi A4 Quattro | Stéphane Cohen                 | Cooltech Porsche 993 Turbo       | Jean-François Hemroulle Tim Verbergt | Volkswagen-Audi Club Audi A4 Quattro      |
| 2000   | Stéphane Cohen                       | AD Racing Porsche 993 Biturbo        | Stéphane Cohen                 | AD Racing Porsche 993 Biturbo    | Georg Severich                       | BMW 320i STW                              |
| 2001   | Pertti Kuismanen                     | Audi 80 Compétition                  | Patrick Schreurs               | GLPK Racing Porsche 996 Biturbo  | Pertti Kuismanen                     | Audi 80 Compétition                       |
| 2002   | Bert Longin                          | GLPK Racing Chrysler Viper GTS-R     | Bert Longin                    | GLPK Racing Chrysler Viper GTS-R | Peter Beckers                        | Motorsport Service&Engineering BMW M3 E36 |

### 2003-2011 Belcar GT Cup, Belgian GT Championship, Belcar Endurance Championship
| Année | Nom de la compétition         | Pilote(s)                            | Équipe                 | Voiture                |
| ----- | ----------------------------- | ------------------------------------ | ---------------------- | ---------------------- |
| 2003  | Belcar GT Cup                 | Vincent Dupont                       | GLPK Racing            | Chrysler Viper GTS-R   |
| 2004  | Belcar GT Cup                 | Anthony Kumpen                       | GLPK Racing            | Chrysler Viper GTS-R   |
| 2005  | Belcar GT Cup                 | Marc Goossens                        | Selleslagh Racing Team | Chrysler Viper GTS-R   |
| 2006  | Belcar GT Cup                 | Bert Longin Anthony Kumpen           | GLPK Racing            | Chevrolet Corvette C5R |
| 2007  | Belgian GT Championship       | Bart Couwberghs                      | GPR Racing Pino        | Porsche 997            |
| 2008  | Belgian GT Championship       | Frédéric Bouvy Damien Coens          | Delahaye Racing        | Ferrari F430 GT3       |
| 2009  | Belgian GT Championship       | Jean-François Hemroulle Tim Verbergt | First Motorsport       | Porsche 911 GT3 Cup S  |
| 2010  | Belcar Endurance Championship | Anthony Kumpen Gregory Franchi       | W Racing Team          | Audi R8 LMS            |
| 2011  | Belcar Endurance Championship | Marc Goossens Maxime Soulet          | Prospeed Competition   | Porsche 997 GT3 R      |

### À partir de 2012, Belgian Racing Car Championship
| Saison | Short Race / Sprint                                                  | Long Race / Endurance                                                    | Belgian Drivers Cup                                                  |
| Saison | Pilote(s) (écurie, voiture)                                          | Pilote(s) (écurie, voiture)                                              | Pilote(s) (écurie, voiture)                                          |
| ------ | -------------------------------------------------------------------- | ------------------------------------------------------------------------ | -------------------------------------------------------------------- |
| 2012   | Hans Thiers Frank Thiers (Scuderia Monza, Ferrari F430 GT3)          | Frédéric Bouvy (Prospeed Competition, Porsche 996 GT3-RS                 | Frédéric Bouvy (Prospeed Competition, Porsche 996 GT3-RS             |
| 2013   | Édouard Mondron Guillaume Mondron (Astur Car, Ginetta G50)           | Anthony Kumpen Bert Longin Maarten Makelberge (PK Carsport, Audi R8 LMS) | Édouard Mondron Guillaume Mondron (Astur Car, Ginetta G50)           |
| Saison | BRCC Pro                                                             | BRCC Cup                                                                 | BRCC Trophy                                                          |
| Saison | Pilote(s) (écurie, voiture)                                          | Pilote(s) (écurie, voiture)                                              | Pilote(s) (écurie, voiture)                                          |
| 2014   | Bert Redant Tim Verbergt (Brussels Racing, Aston Martin Vantage GT3) | Bart Van Haeren Peter Hoevenaars (Belgium Racing, Porsche 991 GT3 Cup)   | Jean-Marc Ueberecken Jean-Pierre Lequeux (Prime Racing, Ginetta G50) |
| 2015   | Dylan Derdaele (Belgium Racing, Porsche 911 GT3 R)                   | Dylan Derdaele (Belgium Racing, Porsche 911 GT3 R)                       | Guillaume Mondron (Allure Team, Seat SuperCopa TCR)                  |